# Sergi Escobar
Sergi Escobar (n. 22 septembrie 1974, Lleida, Catalonia, Spania) este un ciclist spaniol, medaliat olimpic. A participat la 2 ediții ale Jocurilor Olimpice (2004, 2008) în care a câștigat o medalie de bronz.